# Paul Warhurst
Paul Warhurst est un footballeur puis entraîneur anglais, né le 26 septembre 1969 à Stockport, Angleterre. Très polyvalent, il évoluait au poste de défenseur ou de milieu de terrain tout en ayant connu une période faste comme attaquant. Il est principalement connu pour ses saisons à  Oldham Athletic, Sheffield Wednesday, Blackburn Rovers, Crystal Palace, Bolton Wanderers et Barnet ainsi que pour avoir été sélectionné en équipe d'Angleterre espoirs.

## Biographie

### Carrière de joueur
Natif de Stockport, il commence sa carrière à Manchester City comme stagiaire en 1988, devenant professionnel au début de la saison 1988-1989. Toutefois, sentant qu'il n'aurait pas sa chance en équipe première, il demande à être transféré dès octobre 1988.
Il rejoint ainsi Oldham Athletic pour 10 000 £ où il devient un titulaire régulier. Il participe à l'épopée du club en FA Cup 1990. Il suscite alors la convoitise de plus gros clubs et après avoir joué 86 matches pour 2 buts inscrits, il signe pour Sheffield Wednesday pendant l'été 1991 pour 750 000 £.
Alors qu'il s'était bien installé dans la défense des Owls lors du début de la saison 1991-1992, les blessures de David Hirst et de Mark Bright (en) font qu'ils se soient proposer de dépanner en attaque. Il connaît alors une série phénoménale de 12 buts inscrits en autant de matches joués au poste d'attaquant, et alors qu'il jouait depuis 4 ans comme défenseur, ses 12 matches suffiront pour qu'il se soit appelé au sein de l'effectif de l'équipe d'Angleterre comme attaquant. Malheureusement, une blessure l'empêchera au dernier moment de connaître sa première sélection et cette chance ne se reproduira plus dans sa carrière.
Après le retour à la compétition de David Hirst, son entraîneur, Trevor Francis, le replace en défense, ce qui déçoit Warhurst. Avec Sheffield Wednesday, il jouera deux finales de coupe lors de la saison 1992-1993, en FA Cup et en League Cup, toutes deux perdues face à Arsenal. Pendant l'été 1993, il est placé sur la liste des transferts par son club qu'il quitte après 88 matches et 18 buts inscrits.
Il s'engage alors pour Blackburn Rovers pour 2 700 000 £ et, alors qu'il avait l'espoir d'y jouer en position d'attaquant, il est le plus souvent utilisé comme défenseur. Il fait partie d'une équipe très talentueuse comprenant Alan Shearer, Chris Sutton, Tim Flowers, Graeme Le Saux, Colin Hendry ou encore Henning Berg qui réussira le plus grand exploit de l'histoire du club en devenant champion d'Angleterre en 1994-1995 devant Manchester United.
Pendant l'été 1997, après 74 matches et 4 buts, il quitte les Rovers pour rejoindre Crystal Palace, qui vient d'être promu en Premier League pour la saison 1997-1998. Malheureusement, il connaît une relégation immédiate mais Warhurst choisit dans un premier temps de rester dans l'effectif des Glaziers, avant d'accepter un transfert pour Bolton Wanderers en novembre 1998, après 30 matches et 4 buts inscrits, d'abord sur la base d'un essai puis d'un contrat permanent en janvier 1999.
Il est alors repositionné au milieu de terrain et participe activement à la promotion en Premier League acquise en 2000-2001 sous Sam Allardyce. Lors de cette saison 2001-2002, il débute comme titulaire mais perd progressivement sa place, handicapé par des blessures et confronté à une concurrence élevée, avec l'arrivée notamment de Youri Djorkaeff.
Il connaît ensuite un prêt à Stoke City à la fin de la saison 2002-2003, à la suite de laquelle son contrat avec les Trotters se termine sans qu'il ne soit prolongé. N'ayant toutefois pas réussi à retrouver un club pendant l'été 2003, Bolton Wanderers lui refait signer un court contrat en septembre, principalement pour lui permettre de garder le rythme.
Un mois plus tard, en octobre 2003, il est de nouveau libéré de son contrat pour lui permettre de s'engager sur un contrat court d'un mois avec Chesterfield qui joue en Second Division. Il fera de même avec Barnsley, qui joue dans la même division. Avec les Tykes, il jouera un derby du Yorkshire contre son ancien club Sheffield Wednesday, match au cours duquel il sera exclu.
En février 2004, il rejoint Carlisle United sur la base d'un engagement libre sans contrat mais après seulement une rencontre (un match nul 1-1 à l'extérieur contre Macclesfield Town), il met un terme à cette collaboration, pour des raisons pratiques d'éloignement et s'engage alors pour Grimsby Town où il joue 7 matches jusqu'à la fin de la saison.
Pendant l'été 2004, il fait un essai concluant à Blackpool qui lui propose un contrat court de trois mois. En avril 2005, il signe pour Forest Green Rovers où il restera un mois, y vivant sa première expérience de football non-league.
Il retournera rapidement dans la Football League, en signant pour Wrexham en août 2005. Il y reste jusqu'en mars 2006 où son expérience est appréciée pour encadrer un effectif plutôt jeune. C'est dans cette même optique qu'il est recruté par Barnet où il s'établit enfin durablement pour un an et demi. 
Son contrat avec les Bees étant terminé à la fin de la saison 2006-2007, il s'engage pour Northwich Victoria. Très peu de temps après, l'entraîneur en place Neil Redfearn démissionne et Warhurst se voit proposer un poste de joueur-entraîneur de manière intérimaire, ce qu'il accepte, avant de raccrocher totalement les crampons rapidement après.

### Carrière internationale
Entre 1990 et 1991, il reçoit huit sélections en équipe d'Angleterre espoirs.

## Palmarès
- Oldham Athletic :
  - Champion de Second Division : 1990-91
  - Finaliste de la League Cup : 1990

- Sheffield Wednesday :
  - Finaliste de la FA Cup : 1993
  - Finaliste de la League Cup : 1993

- Blackburn Rovers :
  - Champion de Premier League : 1994-95
  - Vice-Champion de Premier League : 1993-94

- Bolton Wanderers :
  - Vainqueur des play-offs de promotion en Premier League : 2001